# Matthias Dymke
Matthias Dymke (* 1968) ist ein deutscher Pianist.

## Frühe Jahre
Bereits im Alter von sechs Jahren erlernte Dymke von seinem Vater das Klavierspielen auf einem klassischen Konzertflügel und begann in seiner Jugend mit dem Komponieren und zu improvisieren. Dymke studierte zunächst Medizin, als er erkannte, dass ihm die Musik fehlte und wechselte daraufhin in ein Lehramtsstudium. Die spätere Arbeit als Pädagoge gab ihm die Möglichkeit nebenher in wechselnden Bands und auch solo in Clubs zu spielen.

## Pianist
Matthias Dymke lebt und arbeitet seit 1996 als Pianist und Musikpädagoge im Bereich der Freien Musik und des Jazz in Alstaden in Oberhausen, am westlichen Rand des Ruhrgebiets. Nachdem er 10 Jahre lang als Barpianist gearbeitet hatte, konzentrierte er sich wieder stärker auf eigene Projekte und realisiert bis 2009 drei Soloalben. Neben dem Album „Schlaflos“ aus dem Jahr 2009 folgten „Geschichten vom See“ im Jahr 2011, „Strukturen“ im Jahr 2015 und „Abendlied“ aus dem Jahr 2018.
Dymke tritt seit Jahren in unterschiedlichen Formationen mit anderen Musikern auf.
- 2011 unterschieben Dymke zusammen mit dem Perkussion-Spieler Markus „Marcito“ Ostfeld einen Vertrag bei Monogenuss Records, die ihr damaliges Debüt-Album weltweit auf den Markt brachten und kurzzeitig Platz 48 in den Download Charts besetzte.[7] Im Duo mit ihm widmete sich Dymke einer groovebetonten, lateinamerikanisch inspirierten Musik.[3]
- Im Quartett „Tonspur“ öffnete er sich den Einflüssen der Musikrichtungen von Trance bis Free Jazz.[3]
- Mit dem Saxofonisten André Meisner tritt Dymke seit gute 20 Jahren in verschiedenen Formationen auf.[8]
- Als Trio unter dem Namen „Kozmic Trio“ widmet sich Dymke zusammen mit André Meisner und der Sängerin Imke Johanne Spöring osteuropäischer Folklore zusammen mit Jazz.[9]
- Bekannter ist Dymke auch durch die Veranstaltungsreihe Tatort Jazz, bei der er den früheren Pianisten Martin Scholz ablöste und nun fester Bestandteil der Band, bestehend aus dem Bassisten Alexander Morsey, dem Schlagzeuger Uwe Kellerhoff und Dymke selbst ist und zusammen mit dem Saxophonisten Peter van der Heusen auch als U.K. Quartett bekannt ist.[10]

Des Weiteren arbeitet Dymke als Dozent an der Moerser Musikschule, die im Martinstift in Moers ihren Sitz hat.
Dymke ist Mitglied im Künstlerförderverein Oberhausen e.V.

## Werke
- 1998 – What’s Going On? (CD)[12]
- 2009 – Schlaflos (CD)[5]
- 2011 – Geschichten vom See (CD)[5]
- 2015 – Strukturen (CD)[5]
- 2015 – Recent (CD)[13]
- 2018 – Abendlied (CD)[6]